# Ilie Datcu
Ilie Datcu (* 20. Juli 1937 in Bukarest) ist ein ehemaliger rumänischer Fußballtorhüter  und -trainer. Er bestritt insgesamt 306 Spiele in der rumänischen Divizia A und der türkischen Süper Lig. Der Torwart gewann in den Jahren 1962, 1963, 1964 und 1965 mit Dinamo Bukarest die rumänische sowie in den Jahren 1970, 1974 und 1975 mit Fenerbahçe Istanbul die türkische Meisterschaft.

## Karriere

### Verein
Datcu kam im Jahr 1959 zu Dinamo Obor Bukarest, der zweiten Mannschaft von Dinamo Bukarest, die seinerzeit in der Divizia B spielte. Im Jahr 1961 kam er in Dinamos erste Mannschaft in der Divizia A. Dort konnte er bereits in seiner ersten Saison die Meisterschaft 1962 gewinnen. Diesen Erfolg konnte er mit seinem Team in den folgenden drei Spielzeiten wiederholen. Im Jahr 1964 erreichte er durch den Pokalsieg das nationale Double. Nach 1965 gehörte er mit seiner Mannschaft zwar weiterhin zur rumänischen Spitzenklasse, musste jedoch der Konkurrenz den Vortritt lassen. In dieser Zeit folgte mit dem Pokalsieg ein weiterer Titel.
Im Sommer 1969 erhielt Datcu die Möglichkeit, ins Ausland zu wechseln, und schloss sich dem türkischen Klub Fenerbahçe Istanbul an. Dort gewann er bereits im ersten Jahr die Meisterschaft 1970. Nach zwei weiteren Meisterschaften und einem Erfolg im türkischen Pokal verließ er den Klub 1975, nachdem er in der Saison 1974/75 nicht mehr zum Zuge gekommen war. Nach einer Spielzeit für Giresunspor beendete er im Jahr 1976 seine Laufbahn.

### Nationalmannschaft
Datcu bestritt sechs Spiele für die rumänische Nationalmannschaft. Er debütierte am 12. Mai 1963 im Freundschaftsspiel gegen die DDR und stand auch in den beiden weiteren Spielen des Jahres im Tor. Danach dauerte es mehr als drei Jahre, ehe er am 26. November 1966 im EM-Qualifikationsspiel gegen Italien Mihai Ionescu vertrat. Am 24. Mai 1967 kam er bei der 1:7-Niederlage gegen die Schweiz zu seinem letzten Einsatz.

## Erfolge

### Als Spieler
- mit Dinamo Bukarest
  - Rumänischer Meister: 1961/62, 1962/63, 1963/64, 1964/65
  - Rumänischer Pokalsieger: 1963/64, 1967/68

- mit Fenerbahçe Istanbul
  - Türkischer Meister: 1969/70, 1973/74, 1974/75
  - TSYD-Pokalsieger: 1969/70
  - Türkischer Pokalsieger: 1973/74
  - Türkischer Supercup-Sieger: 1973
  - Premierminister-Pokalsieger: 1973

- mit der Nationalmannschaft
  - 5. Platz: Olympische Spiele in Tokio: 1964

### Als Trainer
- mit Fenerbahçe Istanbul
  - TSYD-Pokalsieger: 1976

- mit Karagümrük SK
  - Meister der TFF 1. Lig: 1982/83
  - Aufstieg in die Süper Lig: 1982/83

## Sonstiges
Datcu hat zwei ältere Kinder, eine Tochter, Corina (* 1964) aus erster Ehe und ein Sohn, Kerem-Christopher (* 1983) aus seiner zweiten Ehe. Zurzeit lebt er in Bodrum.